# Списък с организации свързани със сащита на животните
- Българското сдружение КАЖИ - за свободно отглеждане на животни в земеделски стопанства[1]
- OIPA – International Organization for Animal Protection Международна организация за защита на животнитеOPIA Архив на оригинала от 2008-11-19 в Wayback Machine.
- Ерогрупа за животните Eurogroup for Animals
- Животински натуралисти
- Приятели на животните
- Състрадание в световното земеделие
- Международно спасяване на животни
- Южноафриканска фондация за опазване на крайбрежните птици (SANCCOB)